# Santo Tomás Allende
Santo Tomás Allende es una localidad de México perteneciente al municipio de Huasca de Ocampo en el estado de Hidalgo.

## Geografía
La localidad se encuentra en la os límites de las regiones geográficas de la Sierra Baja y la Comarca Minera; le corresponden las coordenadas geográficas 20° 13’ 54.093” de latitud norte y 98° 37’ 11.424” de longitud oeste, con una altitud de 2265 m s. n. m. Se encuentra a una distancia aproximada de 6.21 kilómetros al noroeste de la cabecera municipal, Huasca.
En cuanto a fisiografía se encuentra dentro de las provincia del Eje Neovolcánico, dentro de la subprovincia de Llanuras y Sierras de Querétaro e Hidalgo; su terreno es de llanura y lomerío. En lo que respecta a la hidrografía se encuentra posicionado en la región del río Panuco, dentro de la cuenca del río Moctezuma, en la frontera de las subcuencas del río Metztitlán. Cuenta con un clima templado subhúmedo con lluvias en verano, de humedad media.

## Demografía
En 2020 registró una población de 712 personas, lo que corresponde al 4.04 % de la población municipal. De los cuales 321 son hombres y 391 son mujeres. Tiene 182 viviendas particulares habitadas.
| Gráfica de evolución demográfica de Santo Tomás Allende entre 1900 y 2020                    |
|                                                                                              |
| Población de los censos y conteos del Instituto Nacional de Estadística y Geografía (INEGI). |

## Economía
La localidad tiene un grado de marginación medio y un grado de rezago social bajo.